# 西蒙自治政府
西蒙自治政府（1949年9月初—10月中旬）是中华民国大陆时期的一个割据政权。
1949年4月初，德穆楚克栋鲁普（德王）来到阿拉善旗，在定远营建立“蒙古自治筹备委员会”。8月10日，蒙古自治政府宣告成立，德王和达理扎雅分别担任主席和副主席。
蒙古自治政府成立后不久，中国人民解放军占领兰州，向宁夏挺进，进抵中宁县一带。德王见势不妙，于9月初带领20多名追随者逃至阿拉善旗北部的图克木庙（又称土后木庙），并在那里改组蒙古自治政府。而达理扎雅决定留下，等待解放军的到来，德王走后，他将蒙古自治政府留下的人员改组为西蒙自治政府，自任主席。
9月下旬，达理扎雅派代表到腰坝欢迎解放军。10月中旬，达理扎雅去银川与解放军第19兵团司令员杨得志和中国共产党的宁夏省党政军领导人会谈。在银川会谈中，宁夏省党政军领导人向达理扎雅表示，由他继续主持阿拉善旗军政事务，逐步实行民主改革。返回定远营后，达理扎雅立即把“西蒙自治政府”的牌子摘掉。不久，阿拉善旗政府改组为宁夏省下属的阿拉善蒙古族自治旗人民政府，达理扎雅任主席，同时兼任宁夏省人民政府副主席。